# 巴拉迪圣罗萨
巴拉迪圣罗萨是巴西帕拉伊巴州的一个市镇。总面积825.097平方公里，总人口12140人，人口密度14.7人/平方公里。